# Pablo Albera
Pablo Albera (ur. w 1845 w None, zm. w 1921 w Turynie) – ksiądz salezjanin, drugi generał zakonu salezjanów